# Академия ВСБ
Академия ВСБ (до 15 апреля 2018 г. Университет бизнеса в Домброве-Гурниче) — академический университет в Домброве-Гурниче в Польше, основанный в 1995 году, который специализируется на экономических, социальных, гуманитарных, технических и медицинских науках.
Университет проводит обучение в 7 местах (в штаб-квартире в Домброве-Гурниче и на кафедрах факультета в Цешинe, Живце, Олькуше, Тыхах, Гливце и Кракове по 19 учебным программам 1-го и 2-го уровней, унифицированных магистерских исследований, двойного обучения, исполнительного обучения MBA и магистра делового администрирования MBA (партнер курса: EY Academy of Business), аспирантура, проводит докторантуру, докторантуру и докторские семинары.
Академия ВСБ имеет право присуждать степень габилитованного доктора наук по дисциплине управление и науки о качестве, а также доктора по трем дисциплинам: управление и науки о качестве, педагогика и науки о безопасности.
Академия ВСБ имеет две международные аккредитации: CEEMAN IQA - в области управленческого образования, награжденная Международной ассоциацией развития менеджмента в динамических обществах CEEMAN и аккредитация EUR-ACE label для 1-го уровня обучения по информатике, присужденная Комитетом по аккредитации технологических университетов (KAUT).